# Walckenaeria microps
Walckenaeria microps este o specie de păianjeni din genul Walckenaeria, familia Linyphiidae, descrisă de Holm, 1984. Conform Catalogue of Life specia Walckenaeria microps nu are subspecii cunoscute.